# Lasting
Lasting är ett hårt och starkt atlasvävt tyg av kamull, sällan av bomull eller halvylle, vanligen svart.
Lasting har främst använts som möbeltyg och i skoindustrin.